# Sebring (Florida)
Sebring è una città degli Stati Uniti, capoluogo della Contea di Highlands, nello Stato della Florida. Nel 2007, la popolazione stimata dall'U.S. Census Bureau è salita a 10 780 abitanti.
Il Circuito di Sebring è situato in questa città; su questo circuito si svolge la 12 Ore di Sebring, una delle gare del campionato IMSA.

## Geografia fisica
Sebring si trova a 27°29'44" nord, 81°26'40" ovest.
Secondo l'U.S. Census Bureau, la città ha un'area totale di 28,5 km², di cui 13,3 km² su terraferma e 15,2 km² di acque interne (53,4% del totale).

## Società

### Evoluzione demografica
Secondo il censimento del 2000, ci sono 9 667 abitanti, 3 969 persone che vivono nella stessa casa e 2 305 famiglie residenti nella città. La densità di popolazione è di 727,6 abitanti per km². Ci sono 5 024 unità abitative e una densità media di 378,1 per km². La composizione razziale della città è 75,81% bianchi, 15,69% afroamericani, 0,57% nativi americani, 0,74% asiatici, 0,10% isolani del Pacifico, 5,06% di altre razze e 2,02% di due o più razze. Il 11,00% della popolazione è ispanica o latina di qualunque razza.
Ci sono 3 969 persone che vivono nella stessa casa delle quali il 23,1% ha bambini al di sotto dei 18 anni che vivono con loro, il 42,0% sono coppie sposate che vivono insieme, il 12,0% ha un capofamiglia femmina senza marito presente e il 41,9% non sono considerate famiglie. Il 36,0% di tutte le persone che vivono nella stessa casa sono composte da singoli individui e il 21,0% è composto da persone che vivono da sole e che hanno dai 65 anni in su. La misura medie di persone che vivon nella stessa casa è di 2,25 e la misura media di una famiglia è di 2,91.
Nella città la popolazione è distribuita con il 22,1% sotto i 18 anni, 7,9% dai 18 ai 24, 22,8% dai 25 ai 44, 19,4% dai 45 ai 64 e 27,7% dai 65 anni in su. L'età media è di 42 anni. Per ogni 100 femmine ci sono 91,7 maschi. Per ogni 100 femmine dai 18 anni in su, ci sono 88,6 maschi.
Il reddito medio per una persona che vive nella stessa casa con qualcun altro è di 23555 $ e il reddito medio per una famiglia è di 29915 $. I maschi hanno un reddito di 21799 $ contro i 19167 $ per le femmine. Il reddito pro capite per la città è di 15125 $. Il 17,4% della popolazione e il 23,5% delle famiglie sono al di sotto del soglia di povertà. Tra la popolazione totale, il 36,0% di quelli al di sotto dei 18 anni e il 12,0% di quelli dai 65 anni in su vivono al di sotto del livello di povertà.